# Таррар
Тарра́р (в некоторых источниках Тара́р; фр. Tarrare, Tarare; ок. 1772, окрестности Лиона, Королевство Франция — 1798, Версаль, Первая Французская республика) — французский балаганный актёр и солдат, прославившийся противоестественным обжорством.
Был изгнан из дома родителями, неспособными его прокормить. Скитался по Франции, зарабатывая на жизнь попрошайничеством, воровством и демонстрацией гастрономических фокусов на уличных представлениях. С началом войны Первой коалиции поступил на службу во французскую революционную армию, где продолжал страдать от постоянного мучительного голода. В состоянии полного истощения был помещён в военный госпиталь города Сульц, где стал объектом ряда медицинских экспериментов. В качестве подопытного употребил за один присест обед для пятнадцати человек, затем съел живьём большого кота, нескольких змей, ящериц, щенков и угря (проглоченного им целиком).
Генерал Александр де Богарне, сочтя возможным использовать способности Таррара для военных нужд, сделал его секретным военным курьером — с тем расчётом, что Таррар будет проглатывать донесения, переходить линию фронта и, по достижении места назначения, извлекать их из собственного стула. При исполнении первого же задания Таррар был разоблачён, схвачен пруссаками, подвергнут инсценированной казни, жестоко избит и выдворен на французские позиции.
Тяжело психологически травмированный этим опытом, Таррар согласился на применение к нему любой процедуры, способной избавить его от болезненного аппетита. Экспериментальный курс лечения в госпитале Сульца не принёс результата. Четыре года спустя, больной тяжёлой формой туберкулёза, Таррар появился в Версале, но вскоре умер после затяжного приступа экссудативной диареи.

## Детство и юность
Таррар родился около 1772 года в сельской местности в окрестностях Лиона. Точная дата его рождения неизвестна («возраст около двадцати шести лет» — приблизительная оценка врачей, обследовавших тело Таррара после его смерти в 1798 году). Было ли «Таррар» его настоящим именем или прозвищем, также не установлено. С детства обладавший ненасытным аппетитом, он мог съесть четверть воловьей туши, равную по весу ему самому, в течение одного дня. Родители, будучи не в состоянии прокормить сына, выгнали его из дому. Несколько лет Таррар путешествовал по стране в компании воров и проституток, попрошайничая и воруя еду, после чего подрядился выступать зазывалой на уличных представлениях бродячего шарлатана. Таррар неизменно поражал публику, проглатывая бутылочные пробки, камни, живых животных и целые яблоки — по нескольку корзин за выступление. С жадностью набрасывавшийся на любую еду, он выказывал особенное пристрастие к змеиному мясу.
В 1788 году Таррар перебрался в Париж, где начал выступать как самостоятельный уличный исполнитель. Один из его трюков — обычно не имевших никаких последствий для Таррара — едва не стоил ему жизни, неожиданно приведя к острой непроходимости кишечника. Несколько человек из толпы зрителей отнесли Таррара на руках в центральную парижскую больницу Отель-Дьё, где он подвергся курсу лечения сильнодействующими слабительными. Постепенно здоровье Таррара восстановилось, и он заявил своему лечащему врачу Жиро (фр. Giraud), что готов снова  продемонстрировать свои способности, проглотив его часы с цепочкой и брелоками. Хирург предупредил его, что если тот действительно вздумает исполнить свой трюк, он, Жиро, не колеблясь вскроет его брюхо.

## Внешность и поведение
При врождённом патологическом аппетите Таррар был худ (в возрасте 17 лет его вес составлял всего 100 фунтов — около 45 кг), не выше среднего роста. Сообщалось, что у него были необычайно мягкие светлые волосы, непропорционально широкий рот с почти неразличимыми губами и чёрные зубы. Когда Таррар подолгу не ел, кожа с его живота свисала складками — так, что он мог обернуть её вокруг собственной талии. Если желудок Таррара был полон, живот раздувался подобно шару. Кожа щёк также была сморщенной и дряблой; растягивая её, Таррар мог удержать во рту до двенадцати яиц или яблок. Тело Таррара было горячим на ощупь, всегда потливым и зловонным (отмечалось, что из-за вони, постоянно окружавшей Таррара, его «нельзя было терпеть ближе, чем в двадцати шагах»). После приёма пищи зловоние заметно усиливалось, глаза и щёки Таррара наливались кровью, от тела исходил пар; сам Таррар засыпал, по временам шумно отрыгивая и производя «глотательные движения». Экскременты Таррара, страдавшего от хронической диареи, были «зловонны сверх всякого представления». При постоянно поглощаемых огромных количествах пищи Таррар никогда не испытывал тошноты и не прибавлял в весе. Когда дело не шло о еде, он не обнаруживал ни странностей в поведении, ни признаков умственного расстройства (очевидцами засвидетельствован лишь крайне апатический склад его характера, выражавшийся в «полном отсутствии сил и идей»).
Этиология патологического аппетита Таррара неизвестна. Сохранились документально заверенные свидетельства о нескольких современниках Таррара, страдавших аналогичной формой полифагии (в том числе о знаменитом французском полифаге польского происхождения Шарле Домери), но никто из них, в отличие от самого Таррара, после смерти не подвергался патологоанатомическому обследованию. По предположению шведско-британского ревматолога и историка медицины Яна Бондесона, состояние Таррара могло быть обусловлено повреждением миндалевидного тела или ядра гипоталамуса; установлено, что подобная травма способна вызывать полифагию у подопытных животных. Другая возможная причина развития патологического аппетита на фоне быстрой потери веса — гипертиреоз (повышенная активность щитовидной железы).
В медицинской истории нового времени не зафиксировано ни одного достоверного случая полифагии, сравнимой по экстремальности с расстройством Таррара.

## Военная служба
С началом войны Первой коалиции Таррар поступил на службу во французскую революционную армию. Армейский паёк не мог удовлетворить его постоянную потребность в еде. Таррар выполнял наряды других солдат в обмен на их порции, поедал пищевые отбросы с помоек, но продолжал страдать от голода — пока, в состоянии полного физического истощения, не был доставлен в военный госпиталь Сульца. Несмотря на выделенный ему учетверённый госпитальный рацион, он по-прежнему проводил всё свободное время в лихорадочных поисках еды: рылся в отбросах в сточных канавах и мусорных баках, доедал остатки после других пациентов, проник в госпитальную аптеку и съел припарки. Желая установить причину столь болезненного аппетита, хирург 9-го гусарского полка доктор Курвиль (фр. Courville; в некоторых источниках — Комвиль, фр. Comville) и главный врач госпиталя Жорж Дидье, барон Перси (фр. Georges Didier, Baron Percy) оставили Таррара при госпитале для участия в разработанных ими физиологических экспериментах.
Собаки и кошки бежали в ужасе при его виде, словно предчувствуя судьбу, которую он им готовил.
Некоторое время спустя у ворот госпиталя был накрыт стол с угощением для пятнадцати немецких работников. Санитарам пришлось силой удерживать Таррара, рвавшегося к еде — но Курвиль, воспользовавшись возможностью испытать пищеварительные способности пациента, велел позволить ему беспрепятственно добраться до стола. Таррар съел и выпил весь обед, предназначавшийся для немецкой артели: два больших пирога с мясом, два блюда солёного смальца, четыре галлона (около 18 л) молока — и мгновенно уснул. Курвиль заметил, что живот Таррара стал тугим и надутым, «как огромный воздушный шар». В другой раз Таррару дали большого кота. Таррар разорвал кошачий живот зубами, высосал из животного кровь и съел его целиком (за исключением костей), через некоторое время выблевав шкуру с остатками шерсти. В последовавшей за этим серии опытов испытуемому предлагали живых змей, ящериц и щенков; Таррар съедал всё, ни от чего не отказываясь. В ходе одного из экспериментов он проглотил, не разжёвывая, живого угря, предварительно раздавив его голову зубами.

## Секретный курьер
После нескольких месяцев, проведённых Тарраром в госпитале в качестве подопытного, военные власти потребовали его возвращения на действительную службу. Курвиль, стремясь любой ценой продолжить исследования гастрономических привычек Таррара и особенностей его пищеварительной системы, обратился к генералу Александру де Богарне с предположением использовать необычные способности Таррара в военных целях. По его распоряжению Таррар проглотил деревянный футляр с помещённым в него документом. Через два дня футляр вышел наружу с калом; документ, извлечённый из футляра, остался во вполне удовлетворительном состоянии. По мнению Курвиля, Таррар мог, таким образом, служить секретным военным курьером, пронося документы через вражескую территорию без риска быть разоблачённым при задержании и обыске.
Таррар был вызван к де Богарне для демонстрации своих способностей перед генералитетом Рейнской армии. Благополучно проглотив футляр, он получил в качестве вознаграждения тачку с 30 фунтами (около 14 кг) сырых бычьих лёгких и печени, немедленно съеденных им на глазах у собравшихся.
После успешной демонстрации своих способностей перед де Богарне Таррар был официально зачислен на должность шпиона при Рейнской армии. Генерал убедился в физической способности Таррара переносить сообщения в собственном желудке, но, не вполне уверенный в психическом здоровье нового курьера, не стал сразу поручать ему доставку по-настоящему важных документов. В качестве первого секретного задания Таррару приказали доставить сообщение французскому полковнику, заключённому в прусскую тюрьму близ Нойштадта. Курьера убедили в том, что доставляемый им документ имеет важное стратегическое значение, но в действительности де Богарне просто написал записку, в которой просил полковника подтвердить, что послание доставлено по адресу, и по возможности сообщить любые потенциально полезные сведения о перемещениях прусских войск.
Под покровом ночи Таррар, переодетый в немецкого крестьянина, пересёк прусские рубежи. Не знавший немецкого языка, он быстро навлёк на себя подозрения местных жителей; те донесли на него военным властям, и вскоре Таррар был схвачен на окраине Ландау. Обыскав пленного и не найдя при нём ничего подозрительного, пруссаки подвергли его порке, но Таррар держался стойко и не выдал военной тайны. На допросе у местного военачальника генерала Цойгли (нем. Zoegli) он также отказался говорить, после чего был брошен в карцер. Суточное заключение окончательно сломило волю Таррара, и он рассказал Цойгли о своей миссии. Пленного посадили на цепь в уборной и не выпускали до тех пор, пока деревянный футляр не вышел со стулом — через 30 часов после того, как был проглочен. Обнаружив, что искомый документ (по словам Таррара, важное военное сообщение) — всего лишь символическая записка де Богарне, разъярённый Цойгли приказал повесить шпиона. (По некоторым источникам, Цойгли пришёл в ярость оттого, что, напротив, так и не прочёл послание де Богарне, поскольку у Таррара хватило присутствия духа извлечь футляр из собственных экскрементов и тут же проглотить его снова). Пленного подвели к виселице и набросили на его шею петлю. В последнюю минуту, однако, Цойгли смягчился и отменил казнь. Таррара сняли с эшафота, жестоко избили и выпустили невдалеке от французских позиций.

## Попытки лечения
После этого случая Таррар стал отчаянно уклоняться от дальнейшей военной службы. Вернувшись в госпиталь, он заявил Перси, что готов подвергнуться любой терапии, способной избавить его от болезненного аппетита. Назначенный Перси курс лечения настойкой опия, винным уксусом и табачными пилюлями не принёс результата. Попытки подавить аппетит Таррара большими порциями «левантийских яиц», сваренных всмятку, также не увенчались успехом. Все усилия удержать Таррара на контролируемой диете были тщетны — он сбегал из госпиталя, выискивал съедобные отбросы на задних дворах окрестных мясных лавок, дрался с уличными собаками за падаль в сточных канавах, подворотнях и на помойках. Несколько раз его заставали пившим кровь пациентов, подвергшихся процедуре кровопускания, и поедавшим трупы в госпитальной мертвецкой. Большинство врачей считало Таррара умалишённым и требовало передать его в сумасшедший дом — но Перси не желал прекращать свои опыты, и Таррар продолжал жить при госпитале, пользуясь покровительством главного врача.
Вскоре на территории госпиталя бесследно исчез четырнадцатимесячный ребёнок, и Таррара сразу заподозрили в каннибализме. В этих обстоятельствах Перси не захотел или не смог отстоять своего подопечного, и тот был окончательно изгнан из госпиталя.

## Смерть
В 1798 году врач версальской больницы М. Тессье (фр. M. Tessier) известил Перси о том, что один из пациентов желает его видеть. Пациентом оказался Таррар — на этот раз совершенно обессиленный и прикованный к постели. Он сообщил Перси, что двумя годами ранее проглотил золотую вилку — как он полагал, застрявшую у него во внутренностях и ставшую причиной его нынешнего недомогания — и теперь надеется, что Перси сможет найти способ извлечь её из его тела. Перси, однако, диагностировал у Таррара тяжёлую форму туберкулёза. Месяц спустя, после затяжного приступа экссудативной диареи, Таррар умер.
Труп Таррара разлагался необычайно быстро, и больничные хирурги отказались его вскрывать. Тессье, однако, желал выяснить, насколько сильно устройство внутренностей Таррара отличалось от нормального; кроме того, ему было любопытно узнать, действительно ли Таррар проглотил золотую вилку. Вскрытие показало, что пищевод Таррара был неестественно расширен: раздвинув челюсти трупа, хирурги увидели просторный канал, тянувшийся до самого желудка. Всё тело Таррара заполнял гной. Печень и жёлчный пузырь были патологически увеличены; огромный, обширно изъязвлённый желудок занимал бо́льшую часть брюшной полости.
Золотую вилку так и не нашли.

## Комментарии
1. ↑  Согласно Я. Бондесону, «[н]еизвестно, было ли „Таррар“ ли его подлинным именем или кличкой, но само слово закрепилось в восклицаниях наподобие „Бом-бом-тарар!“ и „Таррар-бом-ди-эй!“, имитирующих могучие раскаты фанфар и подразумевающих столь же грандиозное испускание газов Тарраром»[4]. Сто лет спустя восклицание «Та-рра-ра-бум-диэй!» было обыграно в модном «гимне шансонеток» парижского кафе-ресторана Максима[5], тогда же переведённом на русский язык («Тарарабумбия, / Сижу на тумбе я, / И горько плачу я, / Что мало значу я…»[6]) и ставшем своеобразным «маршем fin de siècle» в России[7]. Восклицание «Тарарабумбия!» дважды встречается в произведениях А. П. Чехова: как «убедительное слово», произносимое сыном военного доктора Салимовичем в рассказе «Володя большой и Володя маленький» (1893), и в качестве рефрена песенки, напеваемой военным доктором Чебутыкиным в пьесе «Три сестры» (1900).